# Criterio di rottura di Coulomb
Il criterio di rottura di Mohr-Coulomb è un criterio di resistenza dei materiali.

## Ipotesi di Coulomb
Il criterio di rottura di Coulomb applica il metodo di Coulomb di rappresentazione degli stati tensionali ammissibili nell'ambito della meccanica delle terre. È una semplice ipotesi che individua l'angolo di rottura o massimo angolo di resistenza al taglio di un solido.
Tale criterio individua nel piano di Mohr due rette che inviluppano tutti gli stati tensionali fisicamente possibili.

## Rappresentazione in termini di tensioni principali

### In caso di mezzo non coesivo
Si riconosce, come visibile in fig.1, che:
{\displaystyle {{\frac {\sigma '_{1}-\sigma '_{3}}{2}}={\frac {\sigma '_{1}+\sigma '_{3}}{2}}sen(\phi ')}}
dove {\textstyle {\phi '}} è l'angolo di resistenza al taglio.
Risolvendo rispetto alla {\textstyle {\sigma '_{1}}}, si ottiene:
{\displaystyle {{\sigma '_{1}}=\sigma '_{3}{\frac {1+sen\phi '}{1-sen\phi '}}}}

### In caso di mezzo coesivo
{\displaystyle {\tau =c'+\sigma 'tan\phi '}}